# عتبة السابعة عشر (فلم)
عتبة السابعة عشر هو فيلم دراما-كوميدي أمريكي صدر في عام 2016 والفيلم من إخراج وتأليف كيلي كريغ. نجوم الفيلم هالي ستينفيلد، هالي لو ريتشاردسون، هايدن زيتو، بليك جينر، وودي هارلسونو كيرا سيدجويك. بدأ التصوير في 21 من أكتوبر 2015 في فانكوفر، وانتهي في 3 كانون الأول / ديسمبر، 2015.
عرض الفيلم لأول مرة في مهرجان تورونتو السينمائي الدولي عام 2016 في 18 أيلول / سبتمبر، وعرض في السينيمات في 18 نوفمبر 2016 من قبل شركة التوزيع STX الترفيه. الفيلم تلقي مراجعات إيجابية وقد حقق ايرادات تقدر 14 مليون دولار.

## الجوائز
ترشح الفيلم لجائزة غولدن غلوب واحدة عن فئة أفضل ممثلة بفيلم (دراما أو كوميدي) للمثلة هايلي ستينفيلد إلا انها لم تفز بها، وبالمجمل فإن الفيلم حصل على 8 جوائز من أصل 28 ترشيح.

## طاقم التمثيل
- Hailee Steinfeld في دور نادين فرانكلين البالغة من العمر 17 عاما [3]
- هالي لو ريتشاردسون في دور كريستا أفضل صديقة لنادين [4]
- بليك جينر في دور Darian, الأخ الأكبرلنادين[5]
- وودي هارلسون في دور السيد برونر، مدرس في مدرسة ثانوية[6]
- كيرا سيدجويك في دور مونا [6]
- هايدن Szeto في دور اروين كيم [5]
- إريك Keenleyside
- لين ماكنيل
- كاتي ستيوارت في دور جيني
- الكسندر كالفرت في دور نيك موسمان
- ميريديث مونرو في دور جرير

## روابط خارجية
- مقالات تستعمل روابط فنية بلا صلة مع ويكي بيانات